# Gare de Limerick Colbert
La gare de Limerick Colbert (en anglais : Limerick Colbert railway station) est la gare ferroviaire de Limerick dans le comté de Limerick en Irlande.

## Histoire
La station est ouverte le 28 août 1858.